# Raquel Branquinho
Raquel Branquinho Pimenta Mamede Nascimento (Franca, 22 de outubro de 1970) é uma jurista e procuradora brasileira. Atualmente é diretora geral da Escola Superior do Ministério Público da União (ESMPU).

## Biografia
Nascida em Franca, interior do estado de São Paulo, ingressou no curso de Direito da Universidade Estadual Paulista, campus de Franca em 1989. Posteriormente especializou-se em Direito Criminal.
No Rio de Janeiro, teve passagem pela Procuradoria-Geral da República e atuou em casos como o Marka-FonteCindam, que investigou presidente e diretores do Banco Central, que culminou na prisão do banqueiro Salvatore Cacciola.
Após mudança para Brasília, Raquel investigou casos de desvio de dinheiro no Banco do Estado do Paraná.
Foi coordenadora titular da Secretaria Penal da Procuradoria-Geral da República, indicada pela procuradora-geral da República Raquel Dodge. Em dezembro de 2023 assumiu a diretoria-geral da Escola Superior do Ministério Público da União (ESMPU), indicada pelo Procurador-Geral da República Paulo Gonet.
Foi considerada como uma das melhores investigadoras criminais com carreira no Ministério Público. 